# Hydra, le monstre des profondeurs
Pour plus de détails, voir Fiche technique et Distribution.
Hydra, le monstre des profondeurs (Serpiente de mar) est un film espagnol réalisé par Amando de Ossorio sorti en 1984.

## Synopsis
Une explosion nucléaire au milieu de l'Atlantique fait revenir à la vie un monstre marin préhistorique qui se met à attaquer des nageurs, des bateaux et des phares le long de la côte espagnole. Deux hommes, un Espagnol et un Américain, font alors équipe pour tenter de stopper le monstre avec l'aide d'un océanographe.

## Fiche technique
- Réalisation : Amando de Ossorio (crédité sous le nom de Gregory Greens)
- Scénario : Amando de Ossorio (crédité sous le nom de Gordon A. Osburn)
- Musique : Manel Santisteban (crédité sous le nom de Robin Davis)
- Photographie : Raúl Pérez Cubero (crédité sous le nom de Raul P. Cutler)
- Montage : José Antonio Rojo (crédité sous le nom d'Anthony Red)
- Direction artistique : José Luis Galicia (crédité sous le nom de Joseph L. Galic)
- Production : José Frade
- Pays d'origine :  Espagne
- Langue originale : anglais
- Format : couleurs - son mono

## Distribution
- Timothy Bottoms : Pedro Fontan
- Taryn Power : Margaret
- Jared Martin : premier officier Lemaris
- Ray Milland : professeur Timothy Wallace
- Gérard Tichy
- Víctor Israel (en) : Porto